# École de la Juncasse

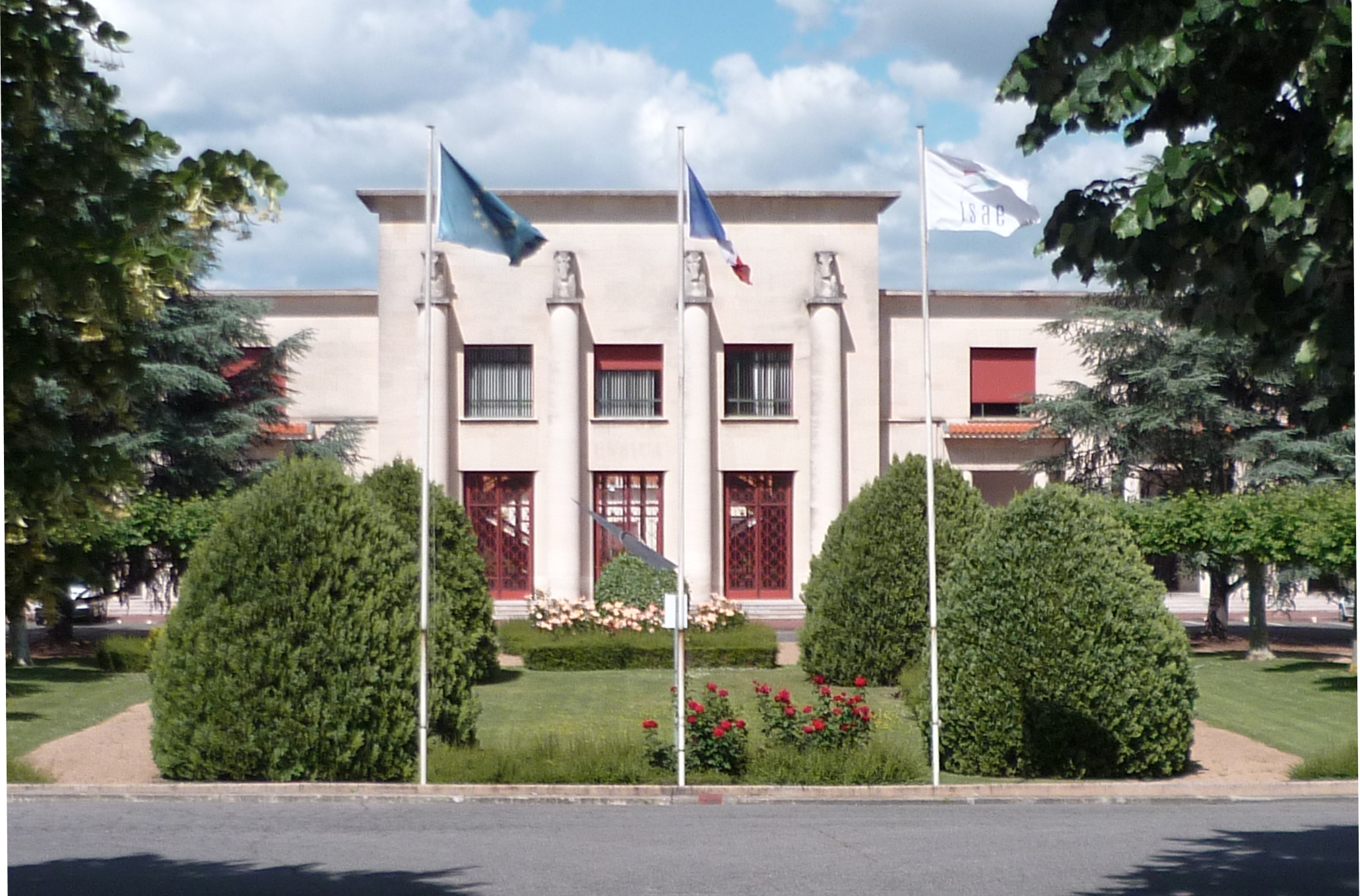
Façade et jardin d'honneur de l'école de la Juncasse (2010).

L'école de la Juncasse est une ancienne école située au 23 avenue Henri-Guillaumet à Toulouse. Les bâtiments de style Art déco sont construits avant la Seconde Guerre mondiale sur l'actuel site Guillaumet. Elle est occupée par le Ministère de l'Air durant ce conflit, puis accueille finalement les écoles ENSICA et CEAT jusqu'en 2000. Elle ne doit pas être confondue avec l'école maternelle Juncasse située derrière, au 131 avenue Louis-Plana.

## Histoire

### Construction de l'école
À la suite du lancement par Claude Bourgelat (qui a étudié le droit à Toulouse) des premières écoles vétérinaires à Lyon et Maison-Alfort, la ville de Toulouse formule dès 1761 le souhait de créer son propre établissement vétérinaire, une demande restée sans suite. En 1825, la création d'une école de pathologie bovine est finalement validée. Le transfert de l'ancienne école vétérinaire de Toulouse est envisagé dès 1899, après qu'un incendie ait sérieusement détérioré les bâtiments, et motivé les responsables municipaux à chercher un nouvel emplacement pour l'école, un projet freiné par la première guerre mondiale.
Le 21 octobre 1927, le Conseil municipal décide de reprendre l'étude du transfert de l'école vétérinaire. À sa demande, le programme de construction d'une école moderne est établi par Emmanuel Leclainche, directeur des services vétérinaires. La ville propose un terrain de 15 hectares au quartier de la Juncasse, au pied et à l'est des collines de l'Observatoire, l'État assumant les frais de la construction. Depuis 1907, une petite école occupe déjà le terrain de la Juncasse, agrandie entre 1925 et 1926. L'architecture du projet est confiée à l'architecte municipal Jean Montariol. Le peintre Jean Druille et le sculpteur Édouard Bouillères se sont chargés de la décoration.
Les plans de l'école sont dessinés par Charles Lemaresquier le 21 octobre 1929, puis étudiés par les futurs usagers de l’établissement et par une commission compétente spécialement désignée, qui s’est inspirée d’une mission d’études dont quelques-uns de ses membres ont été chargés dans les écoles vétérinaires et divers établissements scientifiques en France et dans quelques pays voisins. Ils sont approuvés par la Commission supérieure des Bâtiments Civils, le 23 avril 1931,.
Le Ministre des Finances inscrit au collectif de 1929 une première tranche de 8 millions de francs pour les travaux qui doivent commencer. Le 24 février 1930, le Conseil municipal autorise le maire Etienne Billières à acquérir les différentes parcelles de terrains destinées à l'école. Un an plus tard, le 30 mars 1931, Leclainche signe l'acte d'acquisition du terrain et les travaux sont lancés.
Les constructions commencent en mars 1932. L'insuffisance et la parcimonie des crédits accordés ralentissent les travaux. Des difficultés juridiques surviennent avec la Société Immobilière Toulousaine, chargée des travaux de l'école, de l'aménagement du quartier de Jolimont et de la création des voies d'accès. De plus, la présence persistante dans le sous-sol de la nouvelle école de nappes d'eau difficiles à résorber, entravent les travaux. En 1939, les trois quarts seulement des constructions prévues sont terminées.

### 1939-1945: Occupation
En septembre 1939, les Services de Recherche du Ministère de l'Air s'installent dans cette ébauche d'école et l'aménagent pour leurs travaux, justifiés par l'état de guerre. Une grande et une moyenne souffleries dues à l'architecte René Kieger (à qui l'on doit aussi celle de Banlève, sur l'Île du Ramier) sont édifiées. De même, des plans inclinés et un appareillage spécial sont construits pour l'étude de la résistance des trains d'atterrissage. La cité universitaire est transformée en logements de fonction. Les travaux sont achevés en 1940. 
Cette installation provisoire devient définitive à la suite d'un accord entre les ministères de l'Air et de l'Agriculture, le 15 juin 1941.

### 1961-2000: ENSICA et CEAT

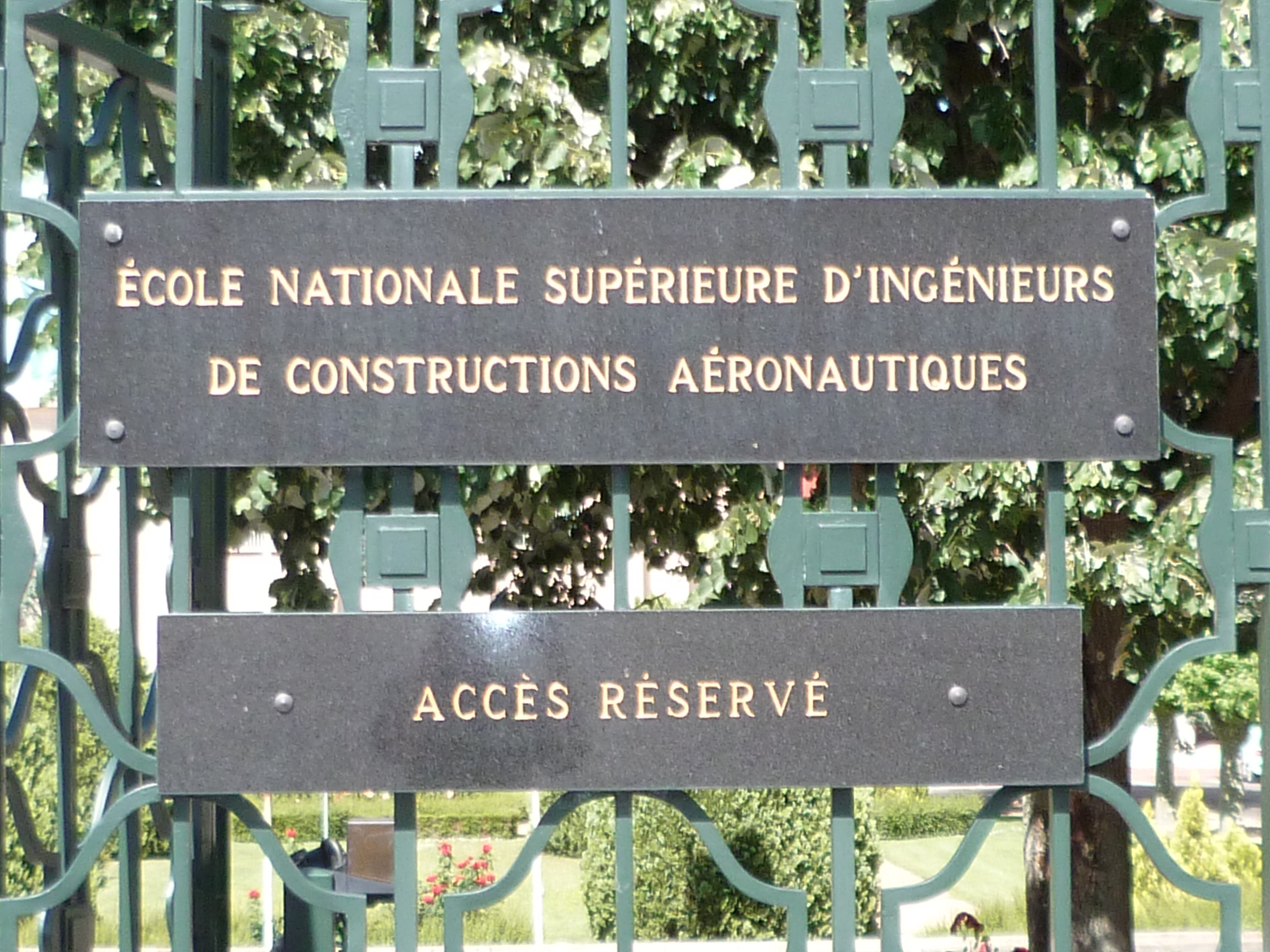
Enseigne du portail de l'école.

En 1961, l'ENICA (École Nationale d'Ingénieurs de Construction Aéronautique) est transférée à Toulouse. En 1969, l'école est rattachée aux concours des écoles Nationales Supérieures d'Ingénieurs (ENSI). Elle augmente ainsi le niveau de recrutement qui la tire dans le peloton de tête des écoles françaises. Cette excellence est récompensée en 1979, année où la Médaille de l'Aéronautique lui est décernée par l'Ingénieur Général Georges Bousquet : l'ENICA devient alors l'ENSICA, École nationale supérieure d'ingénieurs de constructions aéronautiques. 
En 1966, l'Établissement de Recherches Aéronautique (ERA) devient le Centre d'Essais Aéronautiques de Toulouse (CEAT). Il reste sur le site jusqu'en 2000, pour ensuite partir s'installer à Balma. Quant à l'ENSICA, elle est fusionne complètement avec Supaero en 2015 et déménage dans la zone universitaire de Rangueil.

### Depuis 2000
Bien qu'étant désaffecté depuis, le site Guillaumet est resté propriété de l'Armée de l'Air, et donc de l'État. En 2014, Toulouse Métropole conclut avec ce dernier un protocole d'intention en vue de l'acquisition d'une partie du site. Puis, l'intercommunalité négocie pour obtenir l'ensemble des terrains constructibles du site, obtenant ainsi une surface de 13,2 hectares. Toutefois, ce nouvel accord exclut le bâtiment de Lemaresquier (bâtiment central), que l’État vendra séparément, afin d'être réaffecté en équipement public.
En 2019, une enquête publique est lancée par Toulouse Métropole dans le cadre d'un projet de réurbanisation du campus de l'école. Ce projet est lancé en 2017 avec Altarea Cogedim et Crédit agricole Immobilier, année durant laquelle l'État a cédé le site à Toulouse Métropole. La livraison est prévue pour 2024.

## Description

### Bâtiments
L'entrée de l'établissement est occupée par les bâtiments de réception et d'administration, qui se répartissent autour d'un jardin, de chaque côté d'un hall central qui contient l'escalier d'honneur et sur lequel s'ouvre une salle de conférence et des salles de réunion. Une entrée particulière est prévue pour le public et les animaux, s'ouvrant sur le boulevard entourant l'école à droite.
À l'arrière de ce premier corps de bâtiment se répartissent douze services d'enseignement sur deux étages autour d'une cour rectangulaire, ainsi que cinq amphithéâtres. Des communications en sous sol avec wagonnets sont prévues afin d'évacuer les débris vers un réceptacle commun: il s'agit d'une véritable innovation par rapport à l'ancienne école vétérinaire de Toulouse.
Les salles de démonstrations, de consultations, d'examen et d'opération sont réunies face aux bâtiments destinés aux animaux. Ces bâtiments sont divisés en trois groupes: écuries, chenil, étables, auxquels sont adjoints deux pavillons d'isolement.

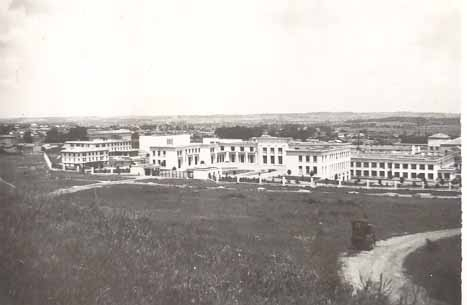
Vue panoramique.
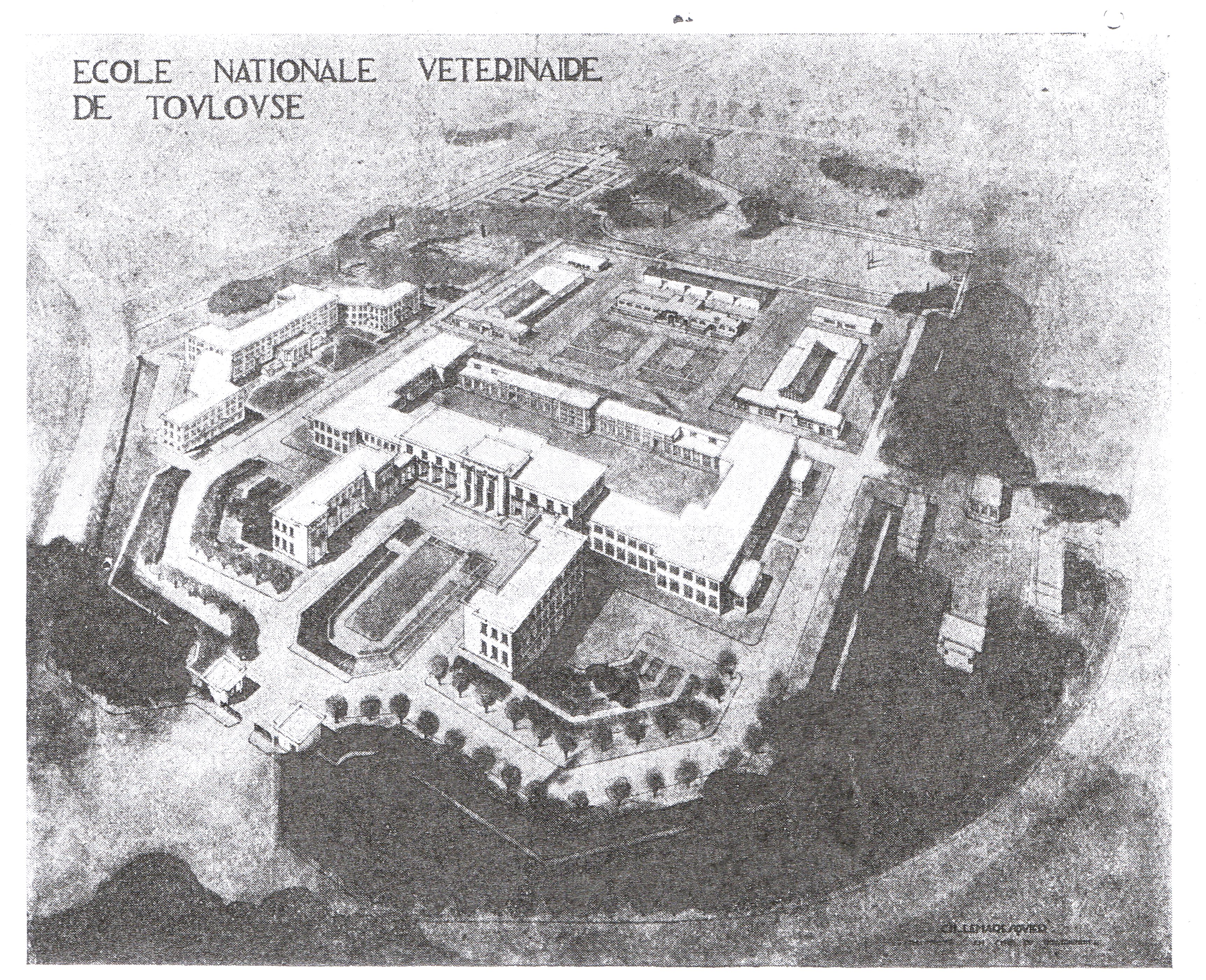
Vue aérienne de l'école par Charles Lemaresquier (1934).
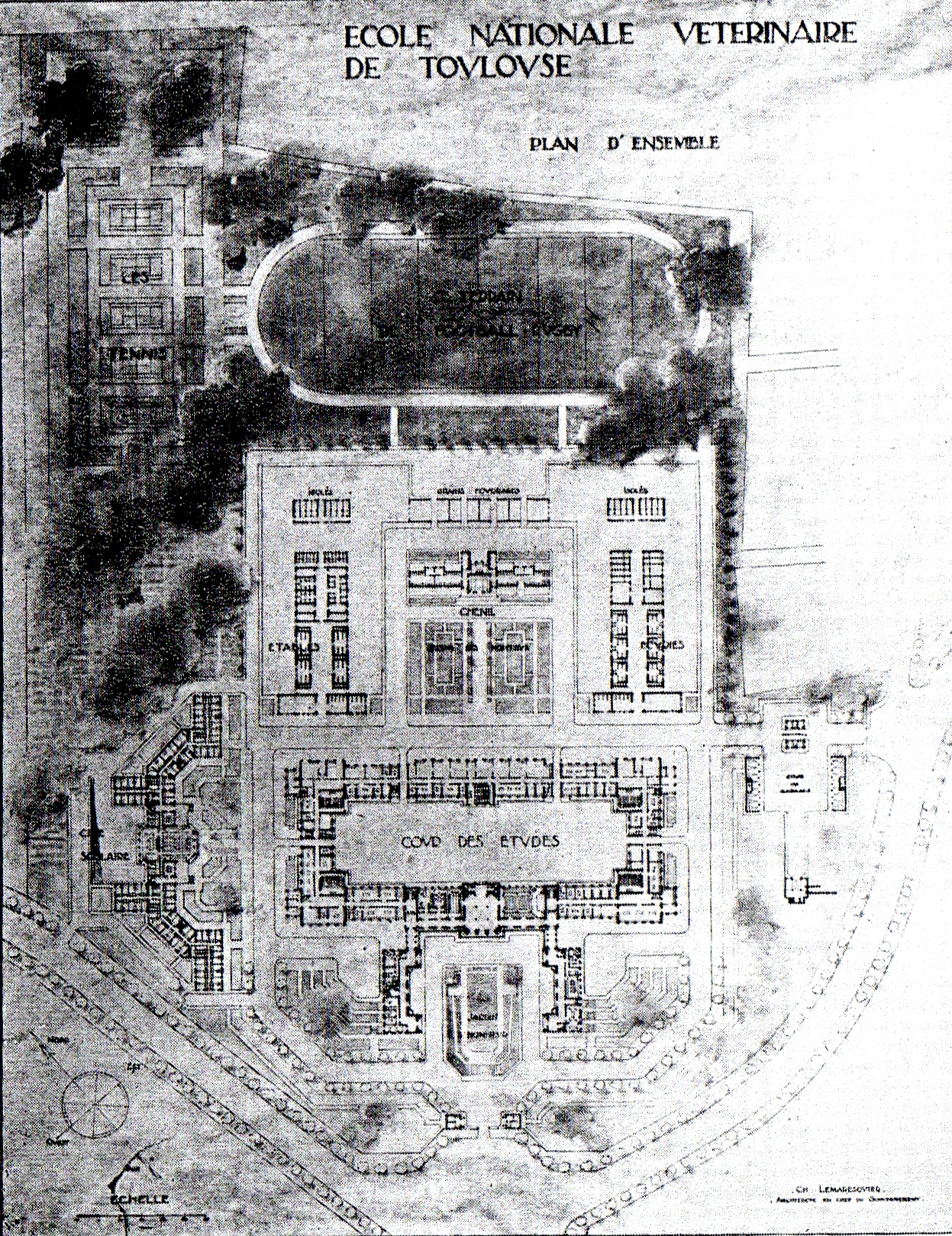
Ensemble de l'école par Charles Lemaresquier (1934).
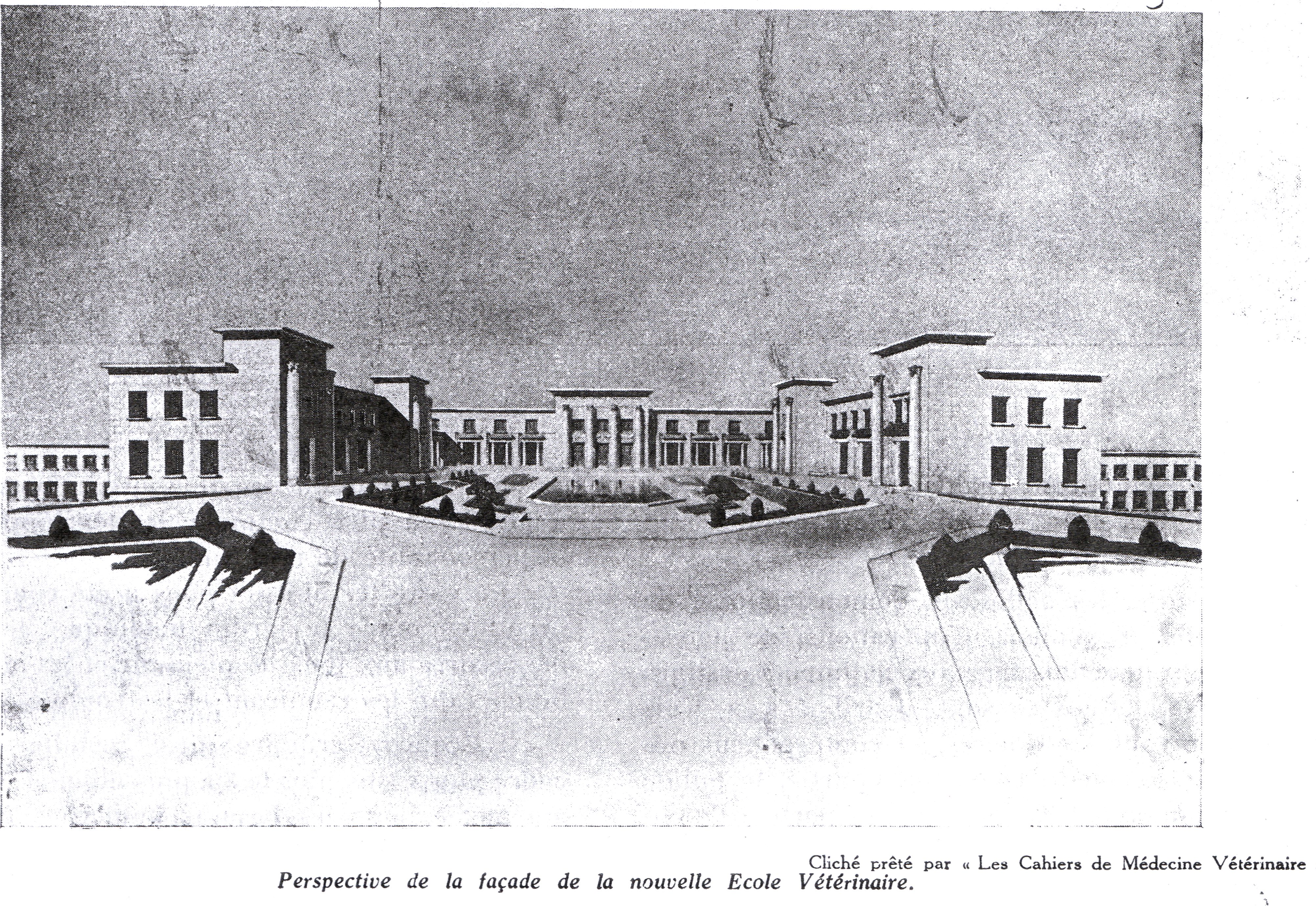
Perspective de la façade par Charles Lemaresquier (1934).

Les bâtiments ne sont pas protégés.

### Architecture
L'architecture de l'école de la Juncasse est marquée par des formes sobres, épurées et géométriques. Une cohérence structurelle est recherchée, il s’agit d’une architecture avant tout fonctionnelle. L’influence du Bauhaus et de ses théoriciens comme Walter Gropius, est perceptible. Les façades monumentales sur la cour d’honneur sont de style Néo-égyptien. Elles sont construites avec une belle pierre appareillée. De vastes halls sont éclairés naturellement par des pavés de verre ronds dans le goût des années 1930.

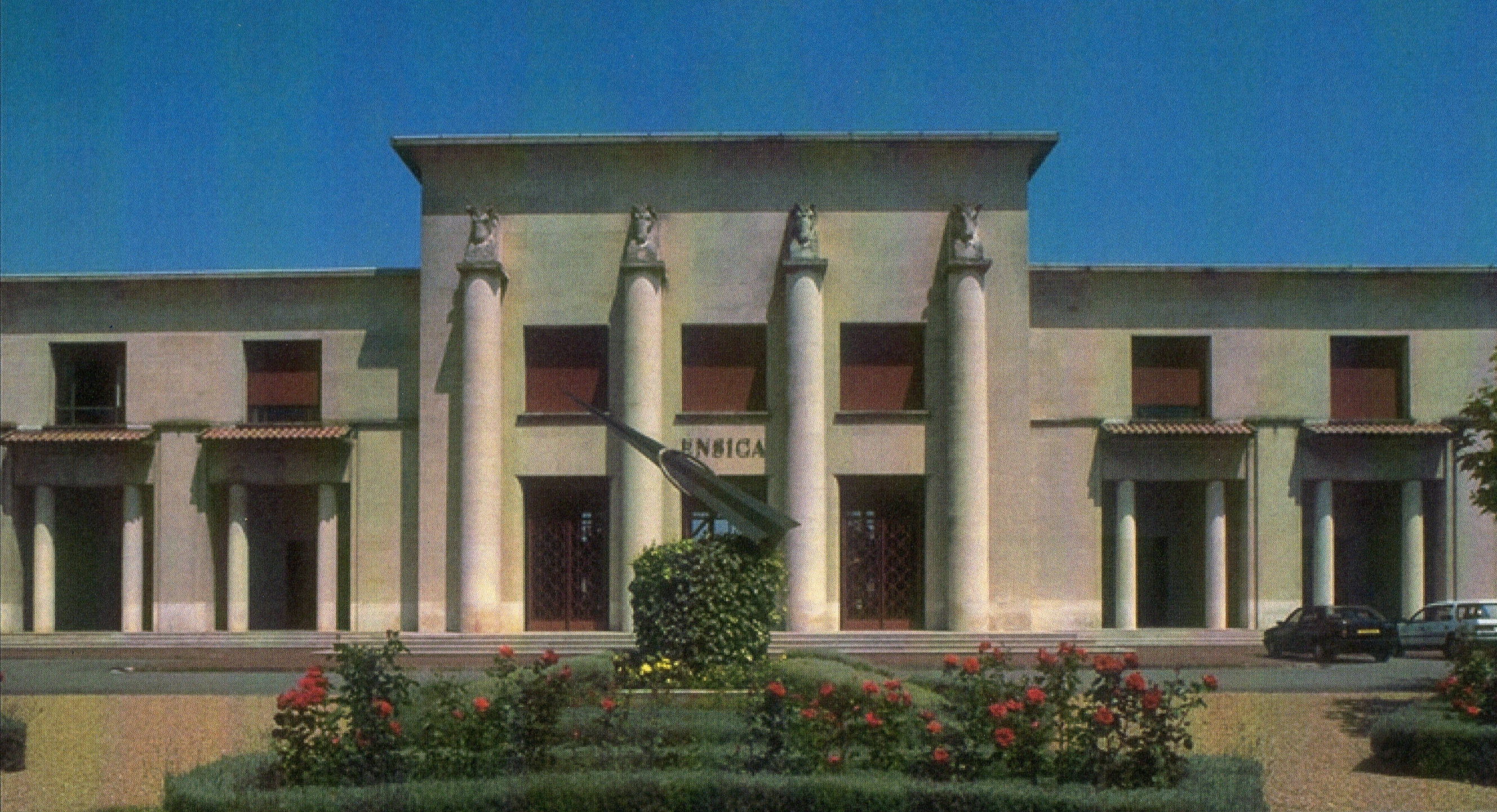
Façade du corps de bâtiment principal et jardin d'honneur (Inventaire Général, 1997).
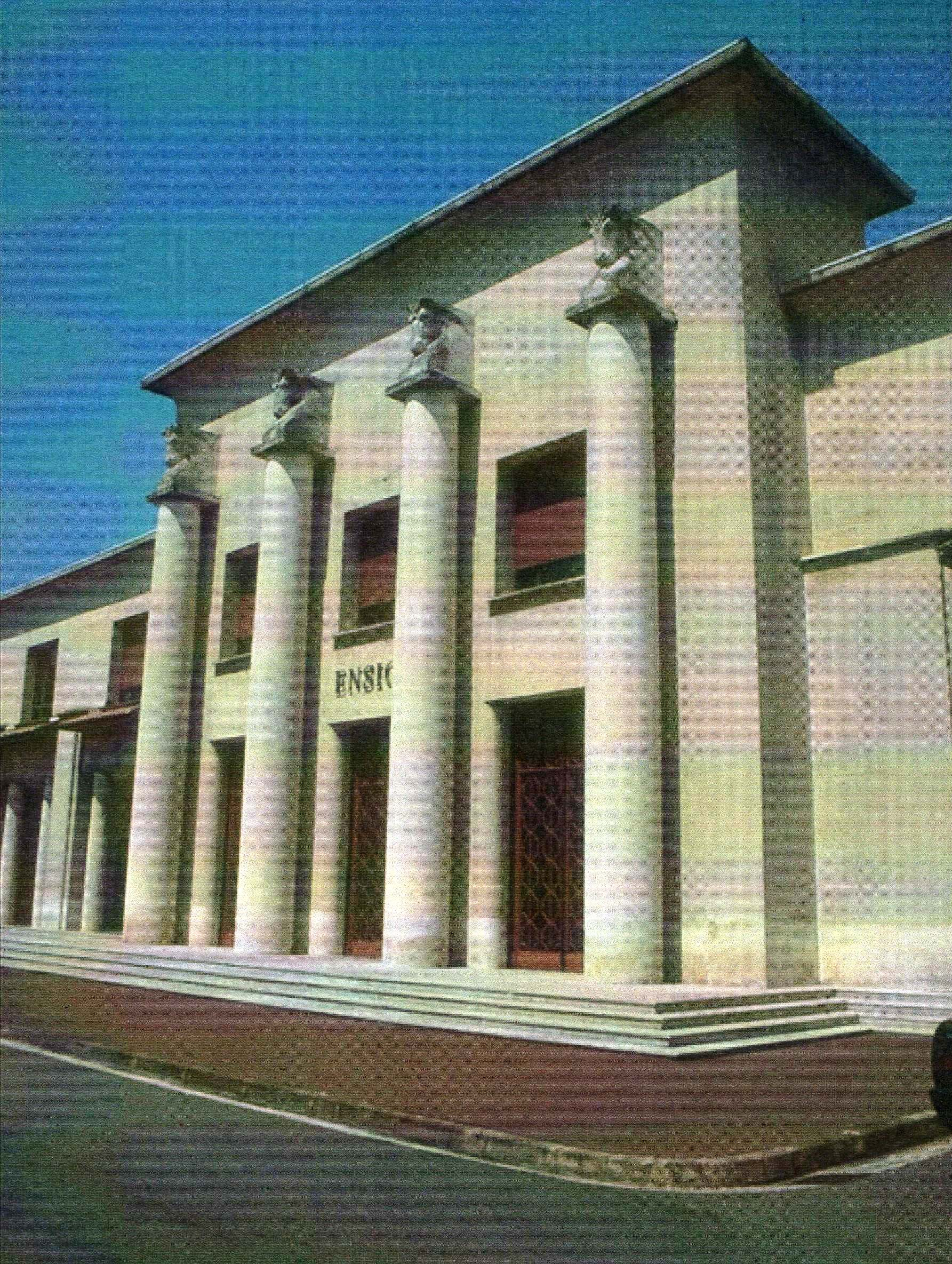
Façade du corps de bâtiment central, vue de près (Inventaire Général, 1997).
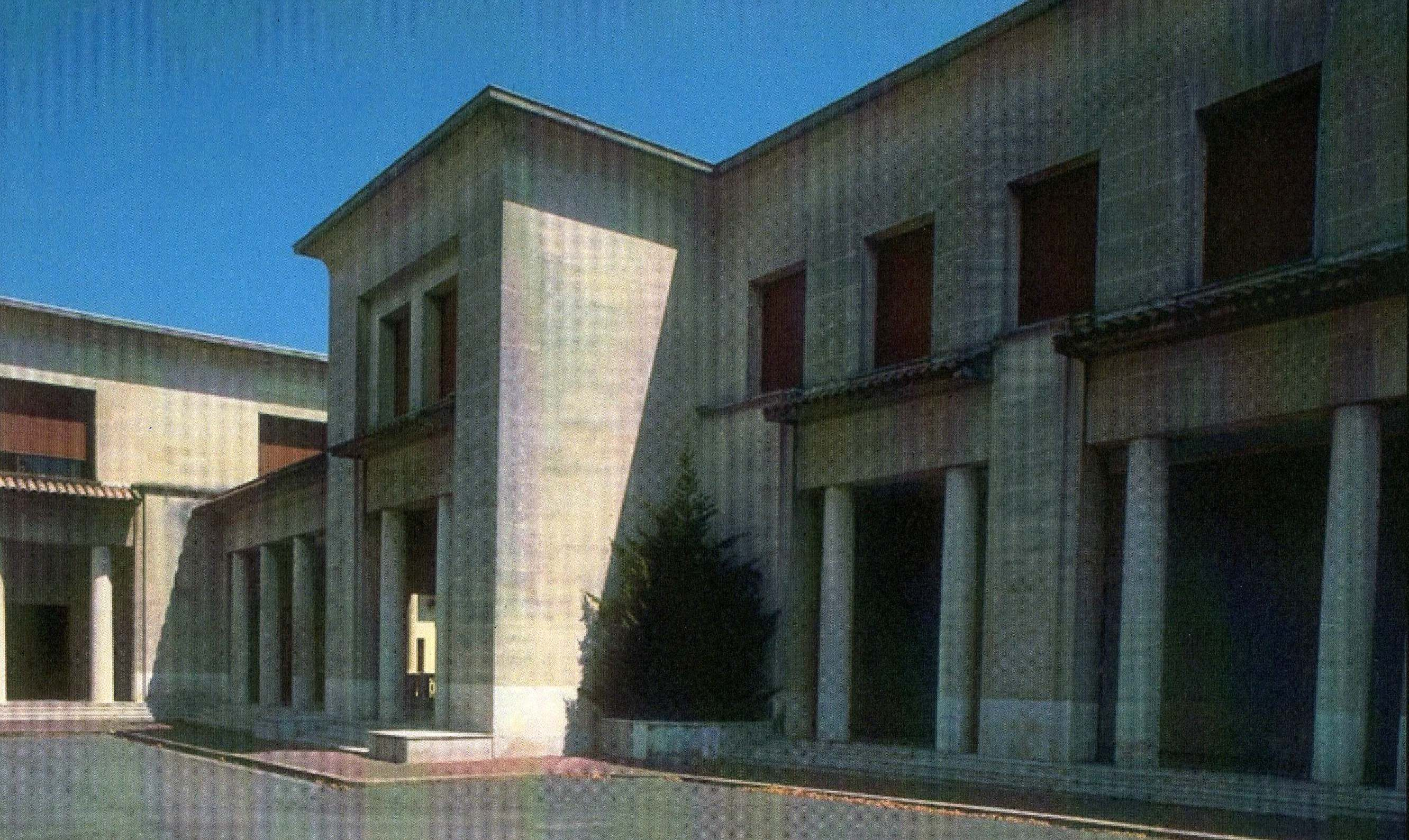
Partie gauche du corps de bâtiment central (Inventaire Général, 1997).
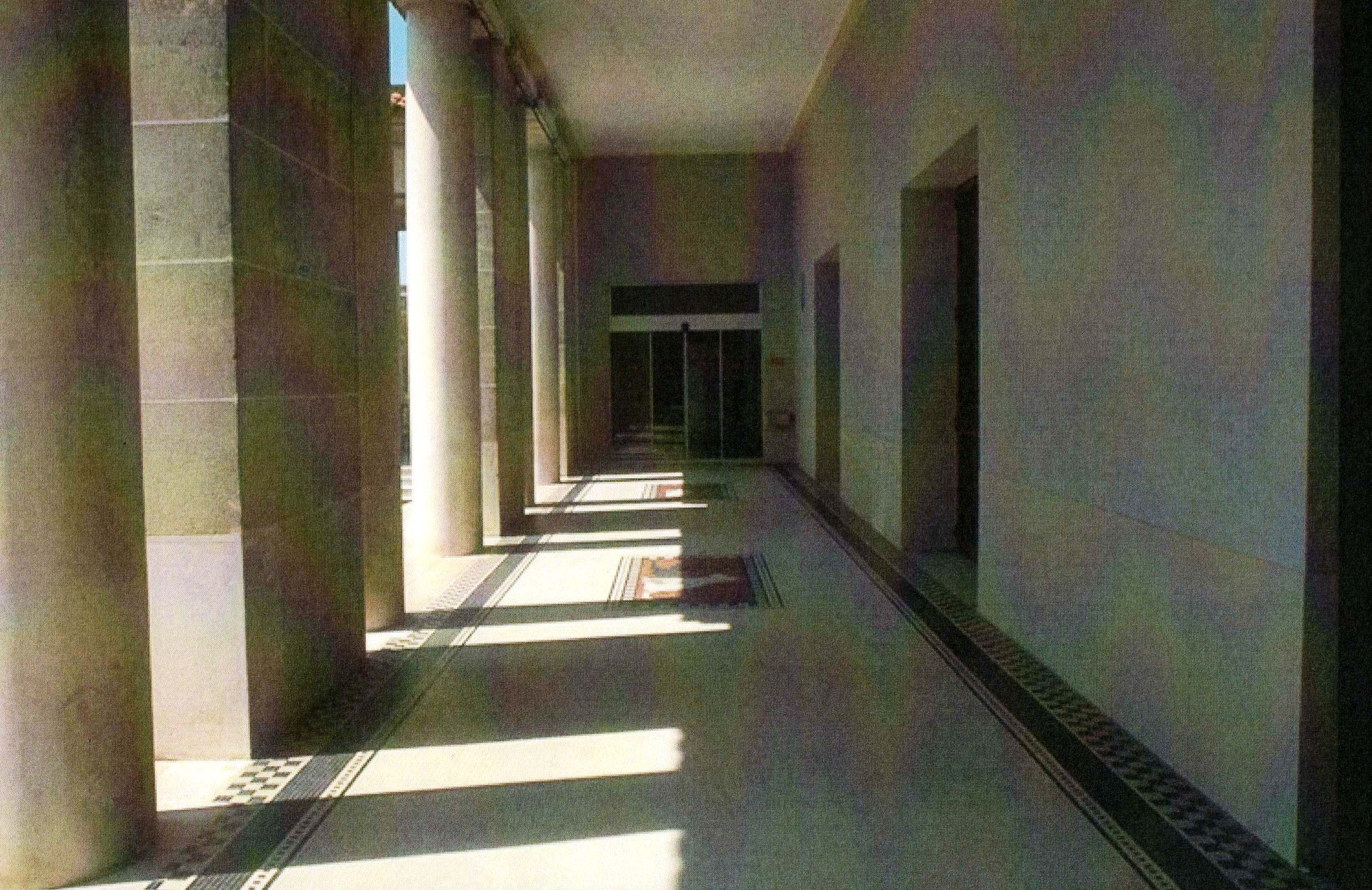
Portique du corps de bâtiment central (Inventaire Général, 1997).
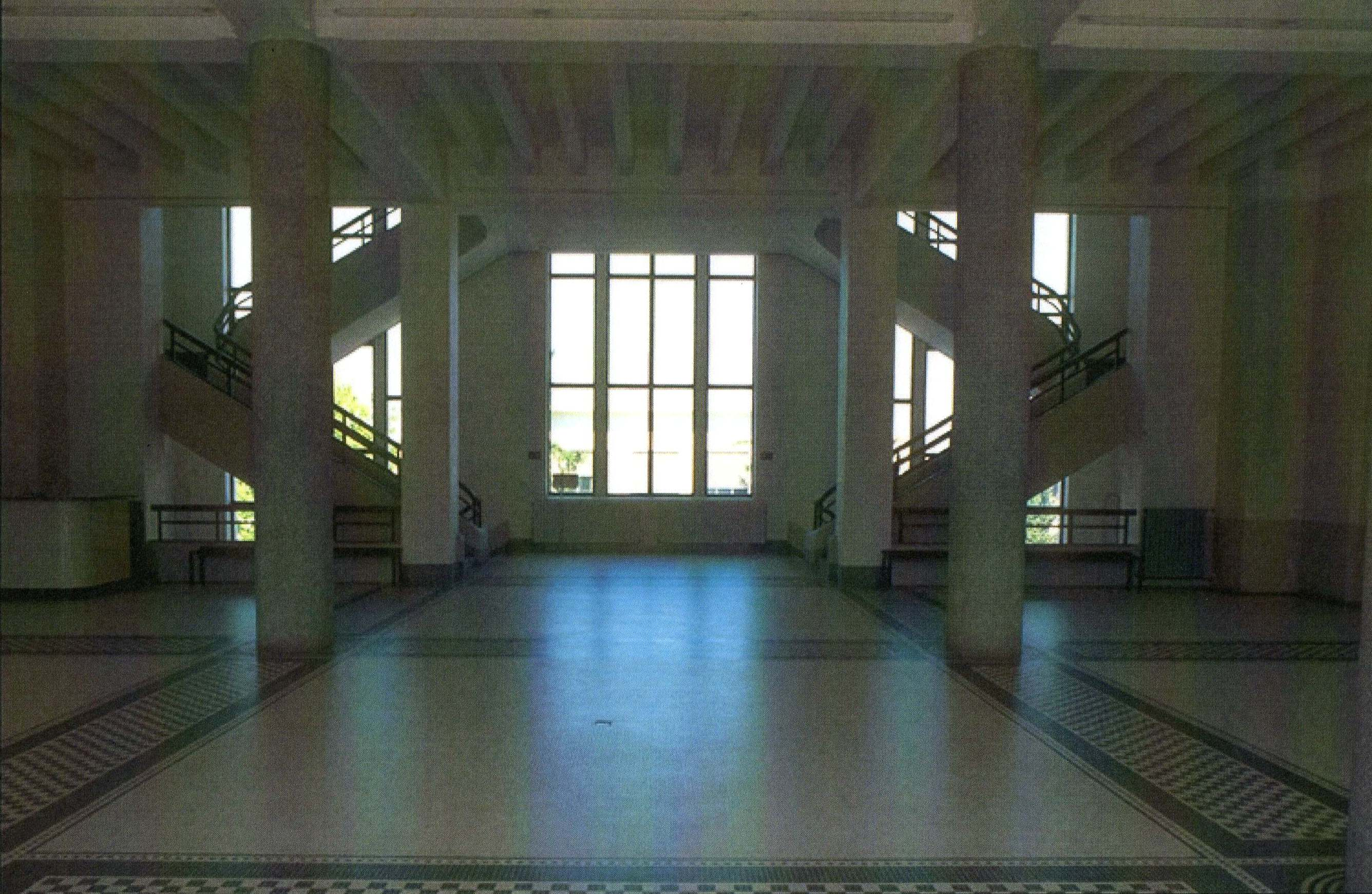
Vestibule et escalier d'honneur (Inventaire Général, 1997).
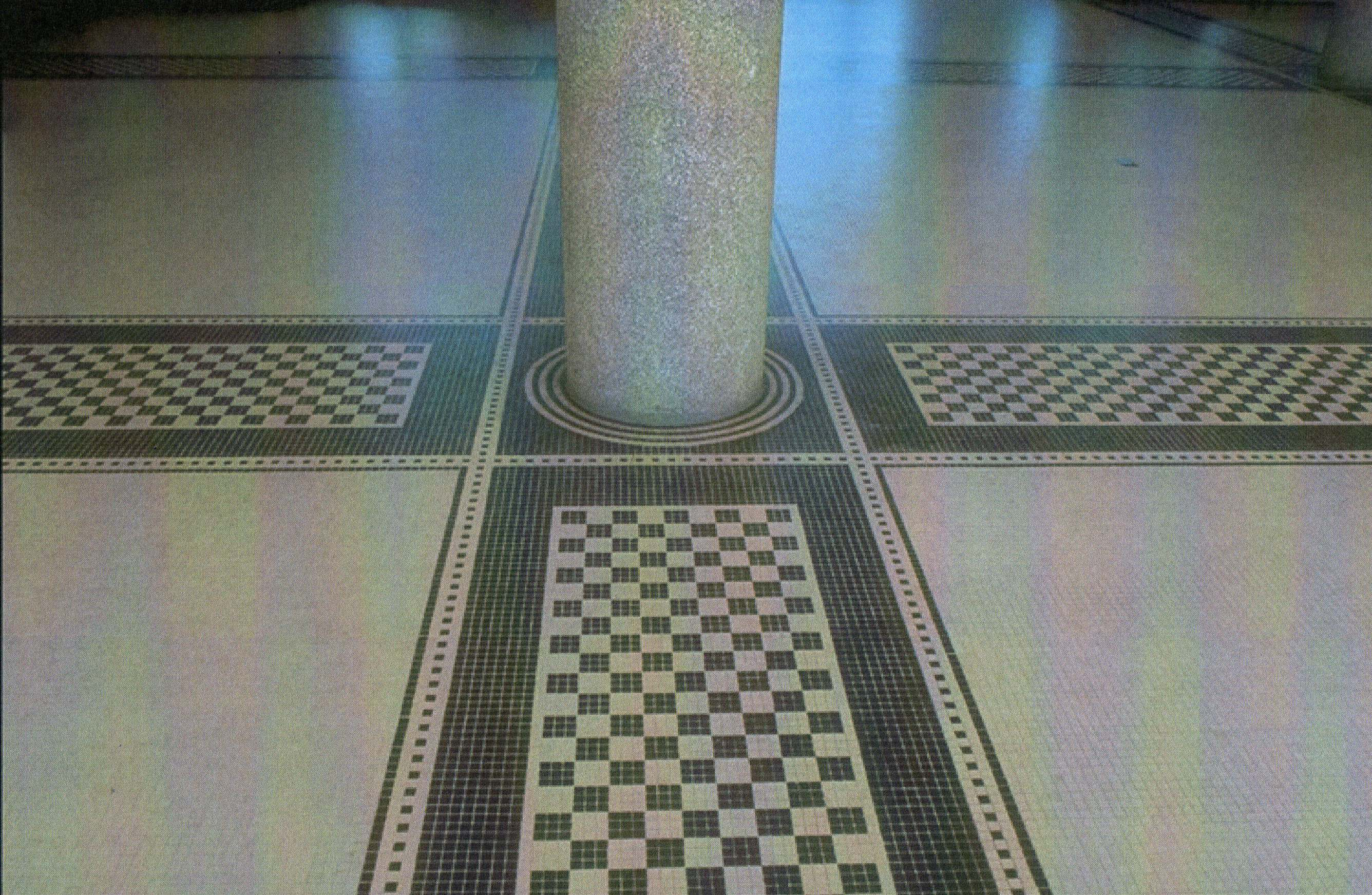
Vestibule et mosaïques (Inventaire Général, 1997).
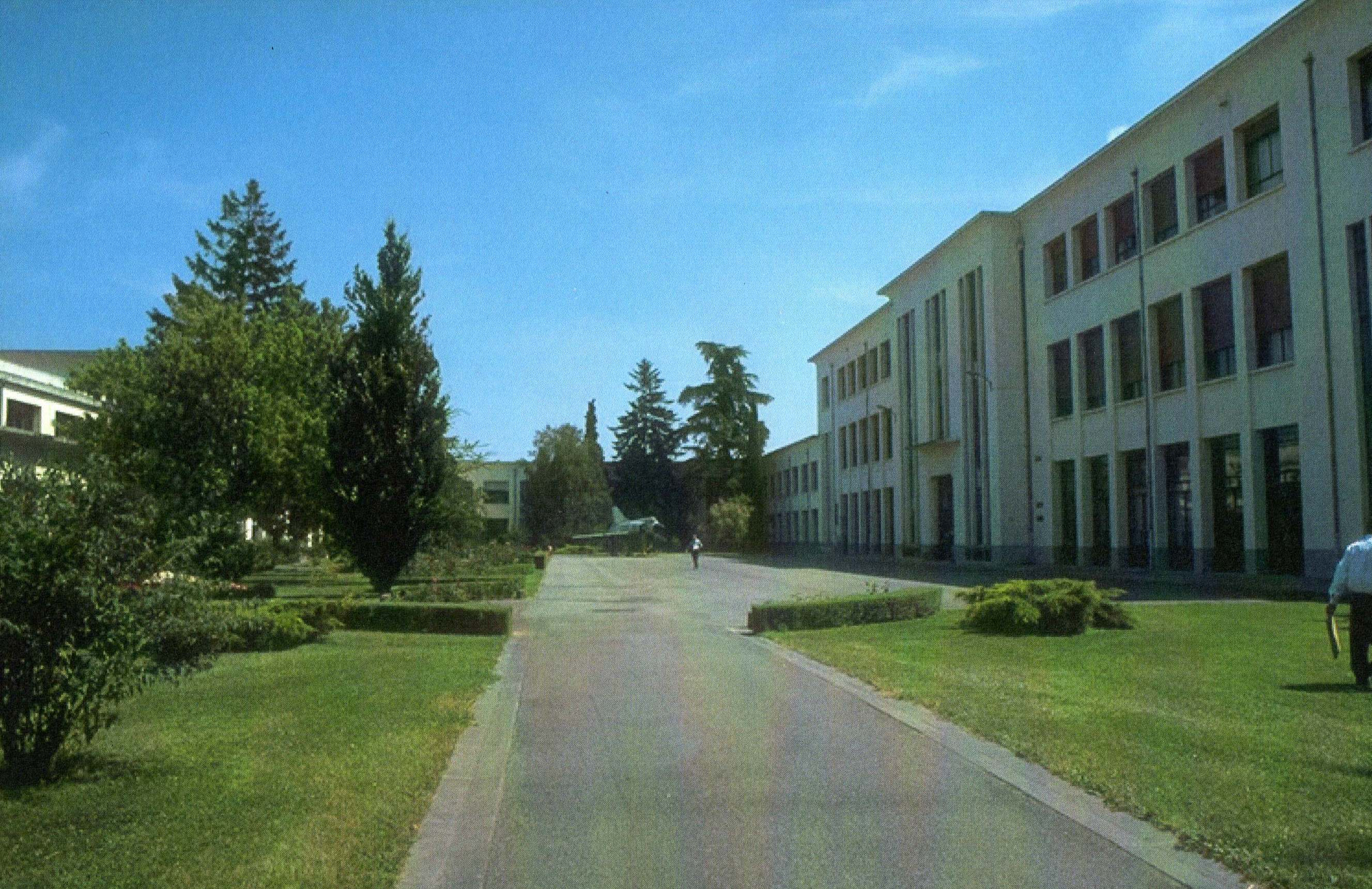
Élévation sur la cour intérieure du bâtiment central (Inventaire Général, 1997).
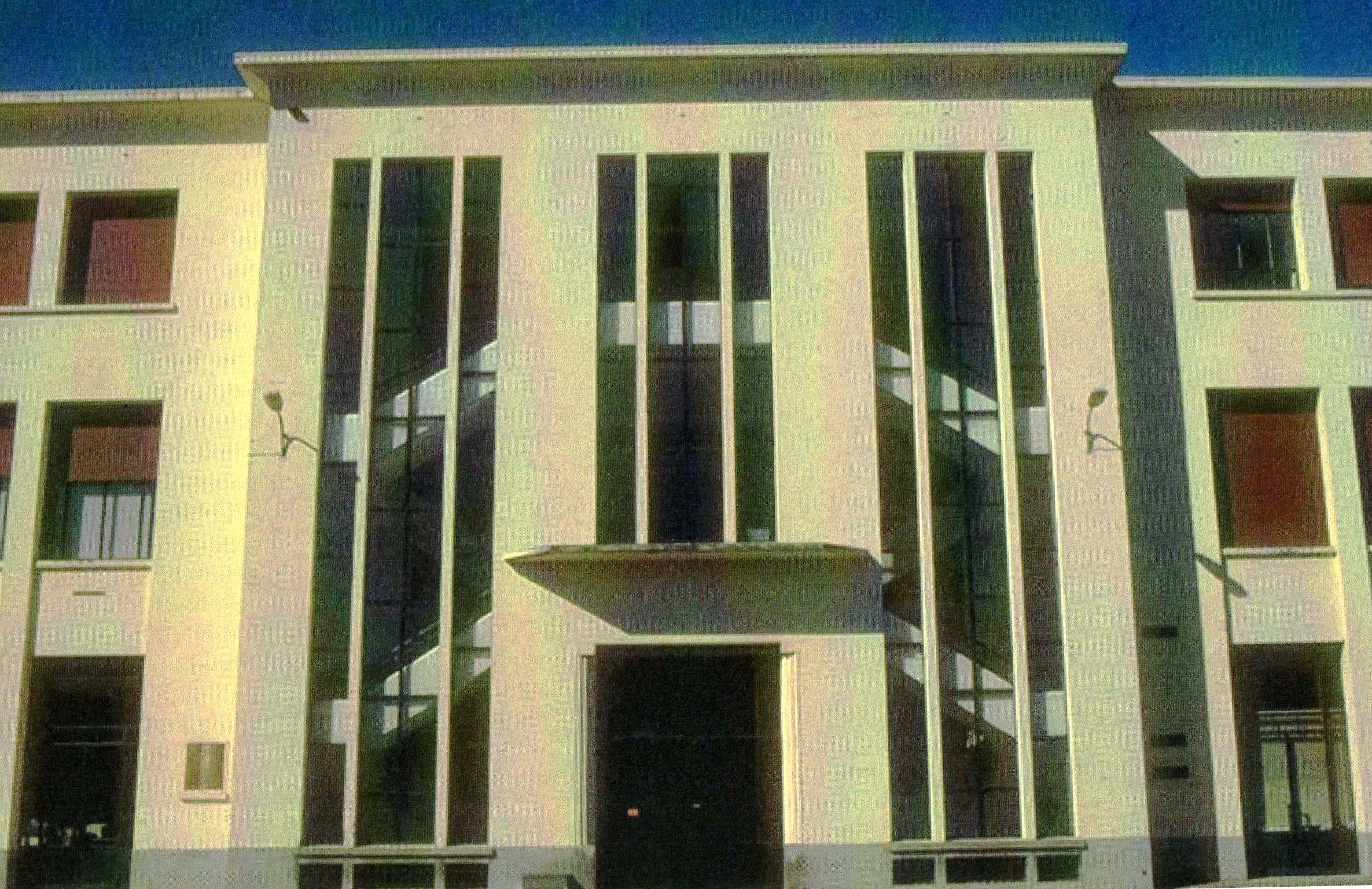
Élévation du bâtiment central vue de la cour intérieure (Inventaire Général, 1997).
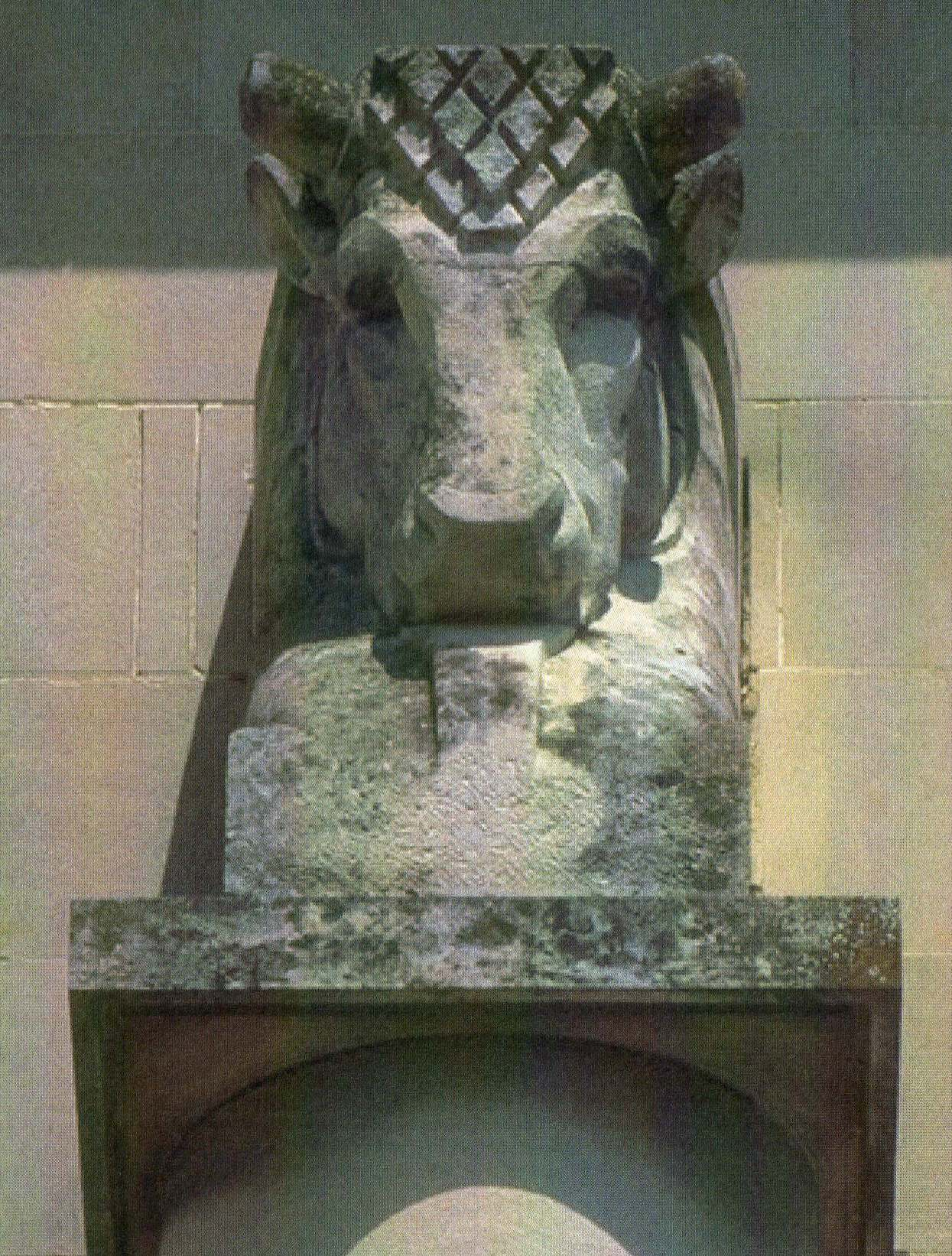
Chapiteau d'une colonne de la façade représentant une tête de bovin (Inventaire Général, 1997).

### Mosaïques
Des mosaïques aux motifs principalement animaliers ornent la plupart des sols et rappellent la fonction première envisagée pour l'établissement.

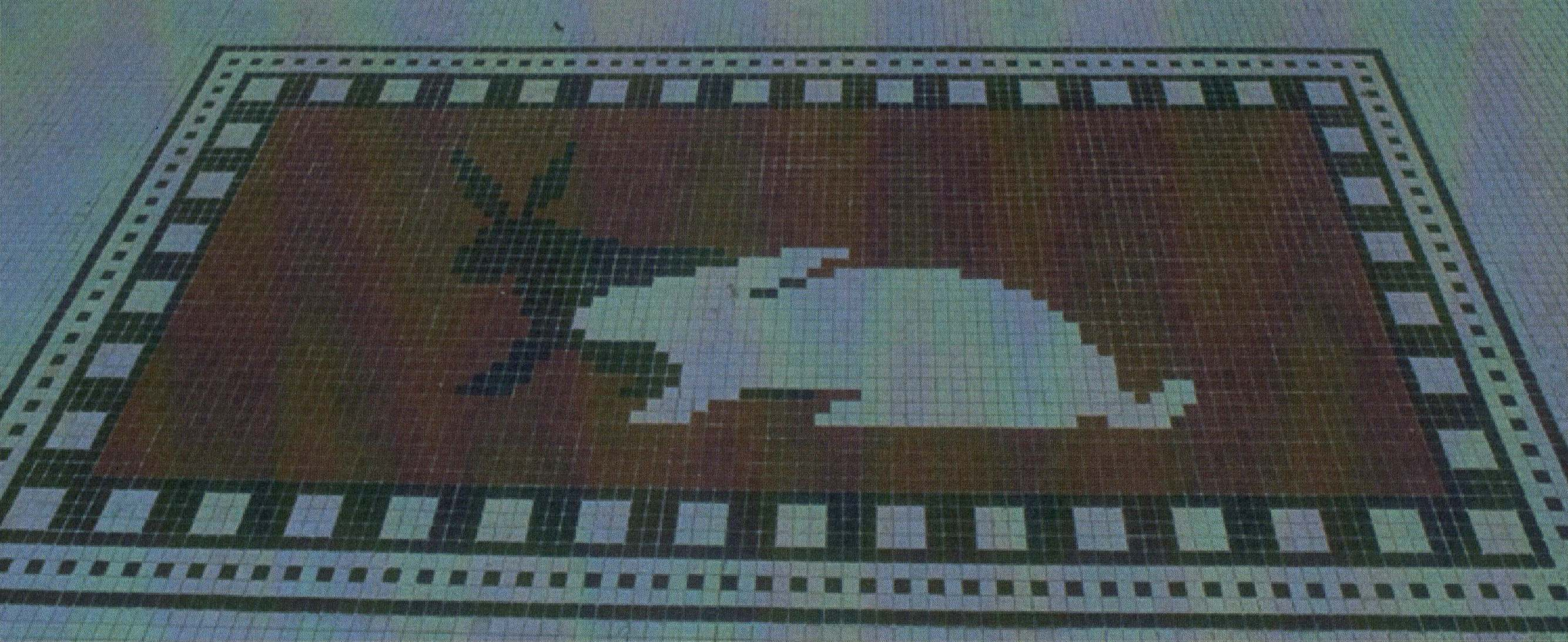
Mosaïques du portique représentant des lapins (Inventaire Général, 1997).
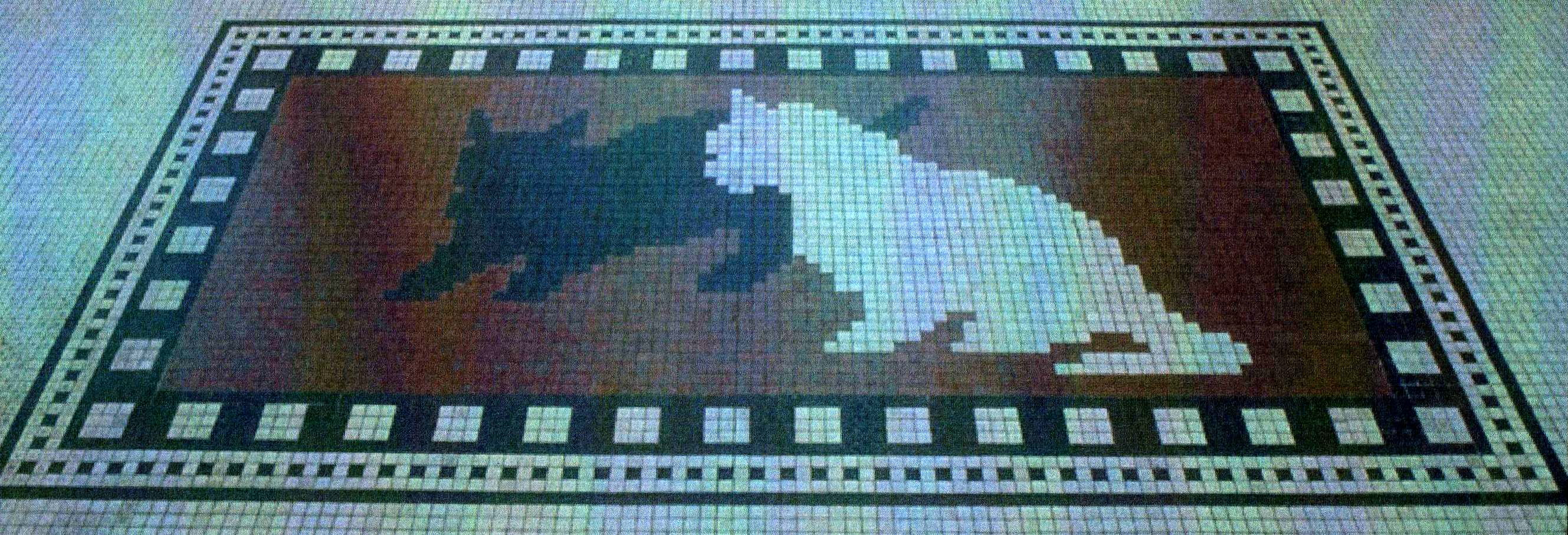
Mosaïques du portique représentant un chien et un chat (Inventaire Général, 1997).
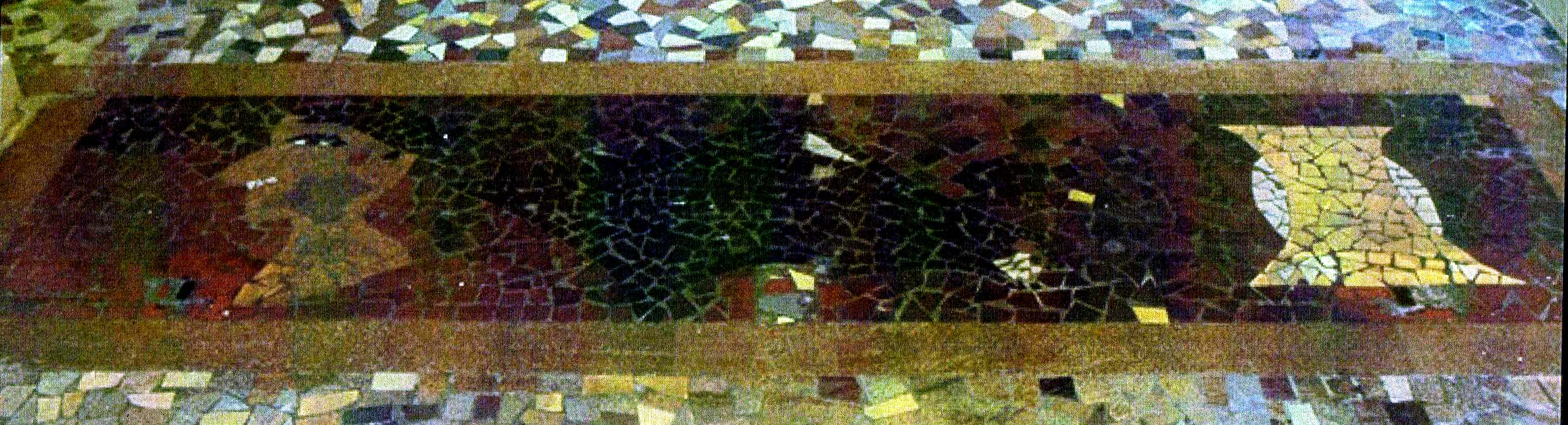
Mosaïques du sol représentant un homme et un équidé (Inventaire Général, 1997).
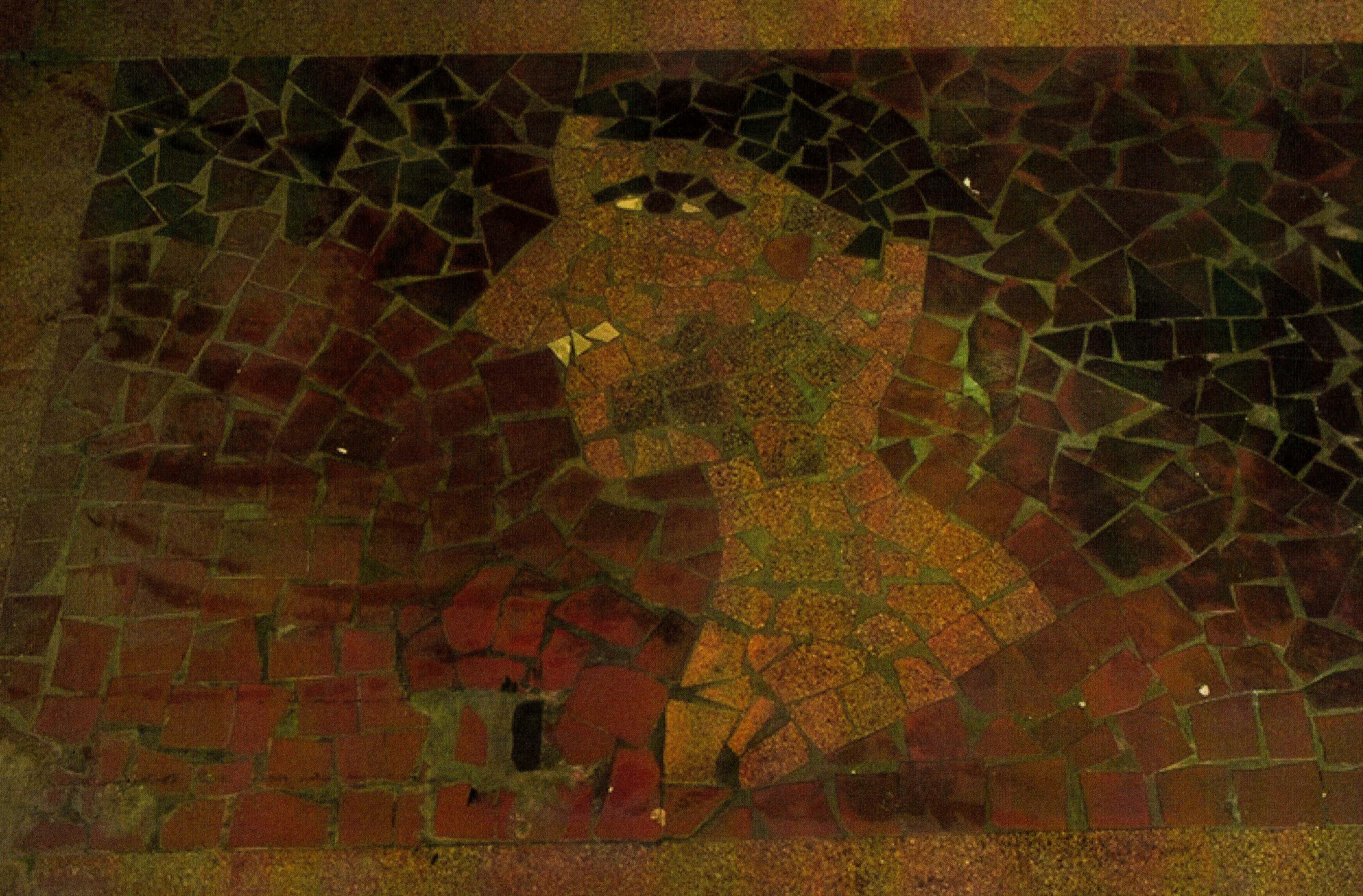
Mosaïques du sol représentant une tête d'homme (Inventaire Général, 1997).
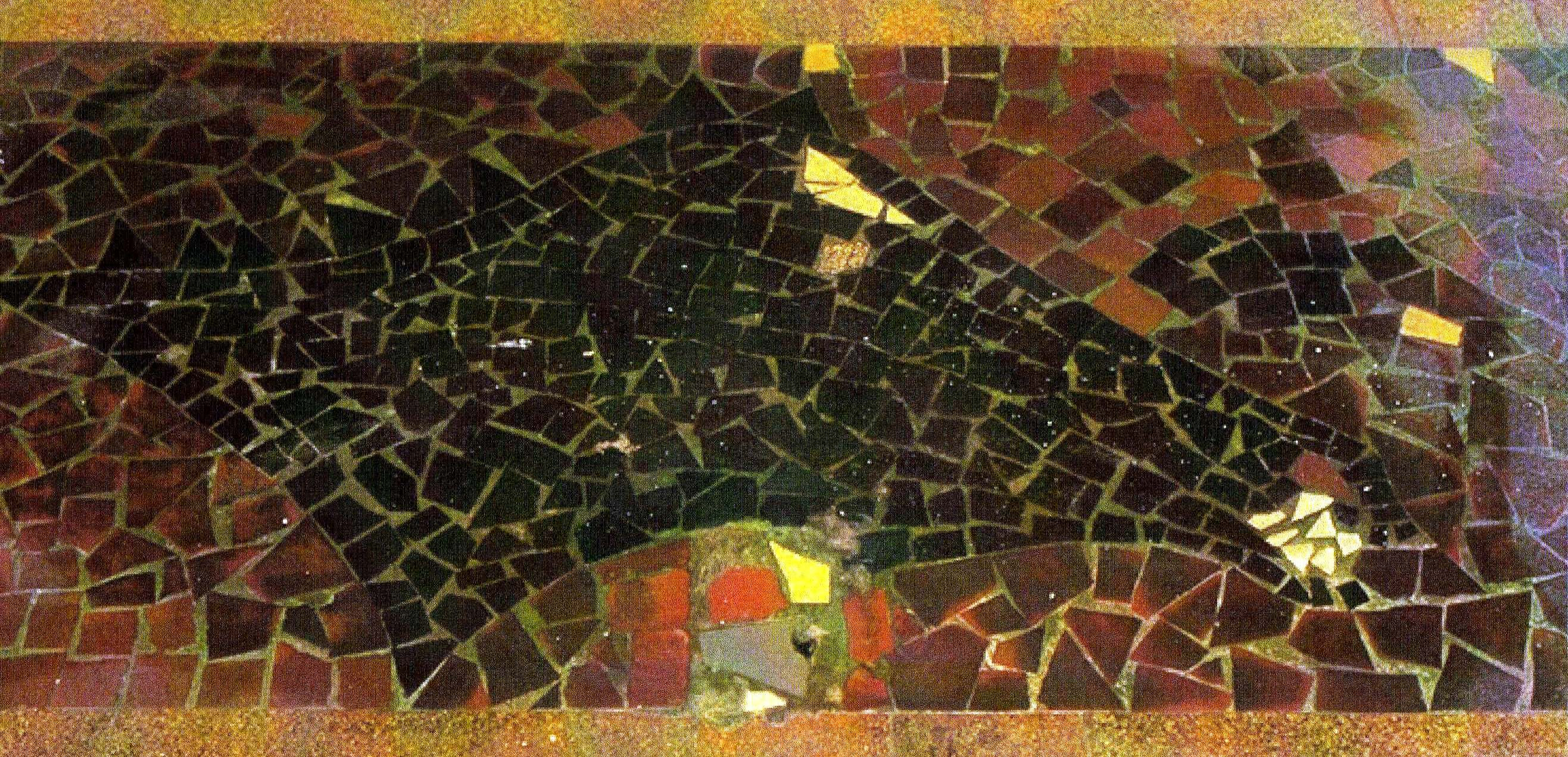
Mosaïques du sol représentant un équidé (Inventaire Général, 1997).
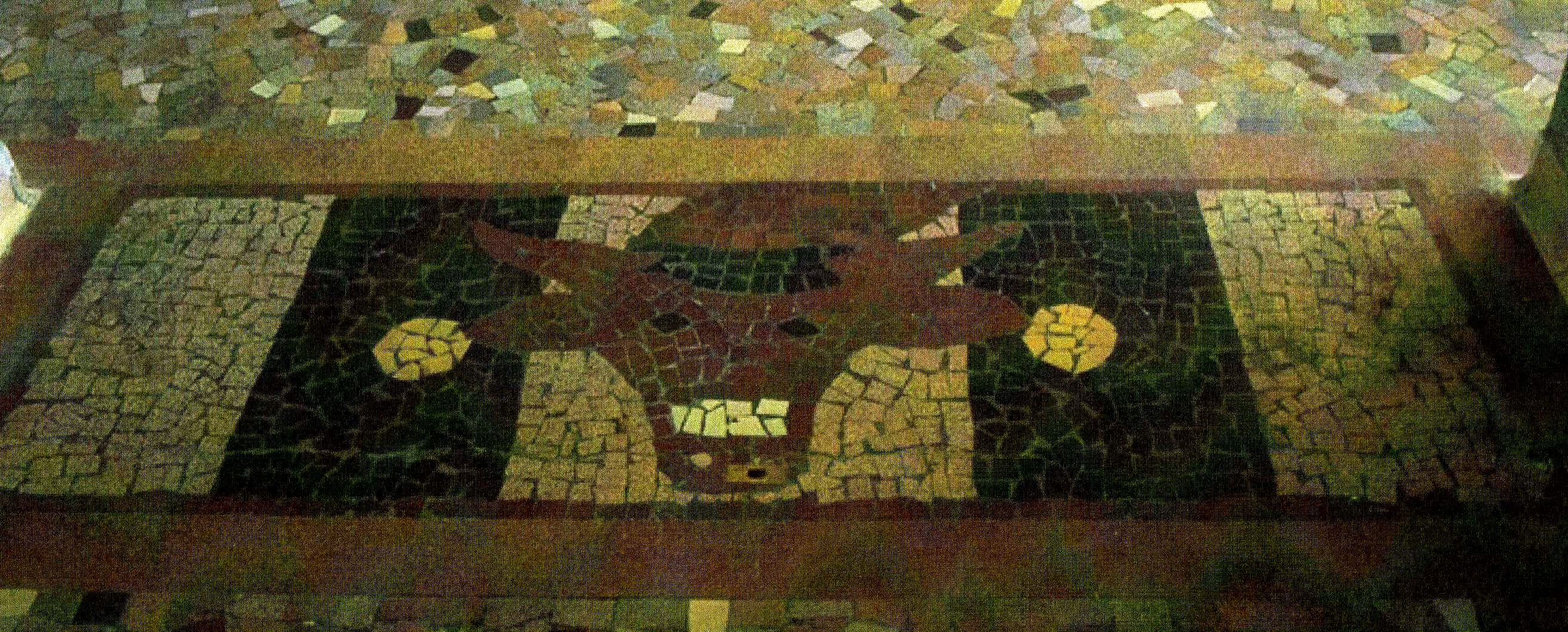
Mosaïques du sol représentant un bovin (Inventaire Général, 1997).